# Arbetstvist
Arbetstvist kallas den tvist som uppstått i ett förhållande mellan arbetsgivare och arbetstagare. En arbetstvist uppstår om man är oense om huruvida t.ex. en uppsägning, ett avsked eller omplacering mm gått rätt till eller inte. En arbetstvist kan även handla om rätten till återanställning, den så kallade företrädesrätten, eller arbetstider, lön, arbetsvillkor, anställningsvillkor, arbetsmiljö mm
"Arbetstvist" är även ett uttryck för förhållandet mellan kollektivavtalsparter, arbetsgivare och fackförbund, och när dessa inte kan sluta eller förnya kollektivavtal, samt mellan arbetsgivare och ett kollektiv av arbetstagare hos denne, när kollektivavtal inte föreligger, men där endera parten eller båda parterna önskar sluta kollektivavtal, men inte kan enas om innehållet. Fackliga åtgärder kan i dessa fall vara stridsåtgärder, där strejk, lockout och blockad är de mest ingripande. Detta resulterar i arbetskonflikt.
I det fall en arbetstagare hamnat i en arbetstvist och upplever att man inte får rätt hjälp från sin fackliga organisation eller inte har någon facklig tillhörighet, kan man själv vända sig till ett eget juridiskt ombud för att få hjälp att förhandla eller driva saken vidare civilrättsligt och till domstol så länge man inte skrivit på några uppgörelser. I en rättsprocess i domstol kan en part genom en stämning driva en skadeståndstalan och yrka ekonomiskt skadestånd för den ekonomiska förlust denne lidit samt allmänt skadestånd för den kränkning som brottet innebar för den skadelidande. Ofta omfattas en arbetsrättslig tvist i domstol ytterligare skadeståndsanspråk såsom t.ex. brott mot semesterlagen i de fall man vid en uppsägning inte fått sin semesterlön utbetald.